# Hermann Gallinger
Hermann Gallinger  (* 5. Dezember 1899 in Basel; † 3. Juni 1962 in Porto Ronco, Tessin) war ein Schweizer Schauspieler.

## Werk
Hermann Gallinger debütierte 1920 am Stadttheater seiner Heimatstadt. Nach Engagements an verschiedenen deutschen Theatern und in Zürich kam er 1927 an das Hessische Landestheater Darmstadt, wo er rasch zum Publikumsliebling aufstieg. 1933 wurde er unmittelbar nach der Machtübernahme der Nationalsozialisten aus politischen Gründen entlassen. Die fristlose Entlassung wurde in einer lokalen Satirezeitschrift missbilligt. Über einen Anwalt gelang es ihm, die Auszahlung der Gage für den Rest der Spielzeit einzuklagen. Er kehrte in seine Vaterstadt Basel zurück, wo er bis 1952 Ensemblemitglied des Stadttheaters blieb. Parallel dazu startete er eine Karriere im Schweizer Film, so wirkte er in Das Gespensterhaus (1942) mit.
Als das Buch von Paul Ilg Das Menschlein Matthias 1941 verfilmt wurde, spielte Gallinger eine Hauptrolle. Regie führte Edmund Heuberger. Der Film wurde von Chiel Weissmann Emelka-Film Zürich vertrieben.
Im Film von 1942 Der Kegelkönig (De Chegelkönig) trat Gallinger mit Rudolf Bernhard, Max Knapp, Fredy Scheim und Willy Ackermann auf.